# Zbelava
Zbelava – wieś w Chorwacji, w żupanii varażdińskiej, w mieście Varaždin. W 2011 roku liczyła 504 mieszkańców.